# Night Moves (album d'H-Burns)
Pour les articles homonymes, voir Night Moves.
Albums de H-Burns
Off The Map
(2013) Kid We Own The Summer
(2017)
Night Moves est le cinquième album d'H-Burns, sorti le 26 janvier 2015. Il a été enregistré par Rob Schnapf à Los Angeles, et cet album est sorti sur le label Vietnam. 

## Liste des chansons
1. Nowhere To Be – 3:46
2. Radar – 2:47
3. In The Wee Hours – 2:46
4. Silent Wars – 3:44
5. Night Moves – 4:34
6. Big Surprise' – 3:04
7. Wolves – 3:02
8. Radio Buzzing – 4:16
9. Signals – 2:50
10. Too Much Hope – 3:30
11. Holding Back – 3:08